# Talang Tangsi
Talang Tangsi is een bestuurslaag in het regentschap Lahat van de provincie Zuid-Sumatra, Indonesië. Talang Tangsi telt 180 inwoners (volkstelling 2010).